# Apuecla maeonis
Apuecla maeonis is een vlinder uit de familie van de Lycaenidae. De wetenschappelijke naam van de soort werd als Thecla maeonis in 1887 gepubliceerd door Godman & Salvin.